# Antoigné
Antoigné település Franciaországban, Maine-et-Loire megyében. Lakosainak száma 450 fő (2022. január 1.). Antoigné Montreuil-Bellay, Brion-près-Thouet, Saint-Cyr-la-Lande, Saint-Martin-de-Sanzay, Tourtenay, Berrie és Pouançay községekkel határos.

## Népesség
A település népességének változása:
| Lakosok száma | 471  | 442  | 418  | 461  | 473  | 468  | 465  | 460  | 460  | 450  |
|               | 1968 | 1982 | 1990 | 2006 | 2013 | 2015 | 2017 | 2019 | 2020 | 2022 |